# Dombeya wallichii

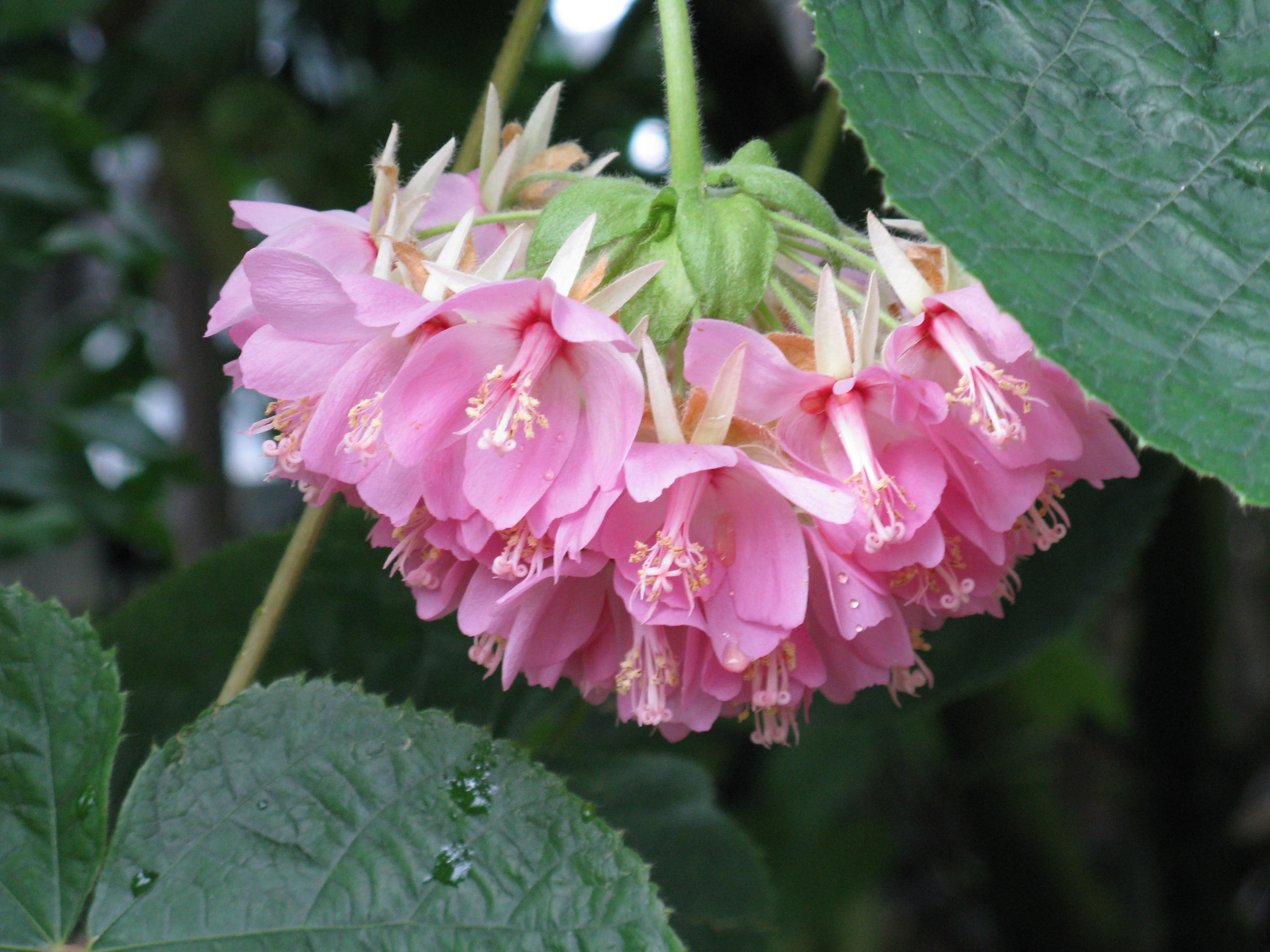
Dombeya wallichii virága

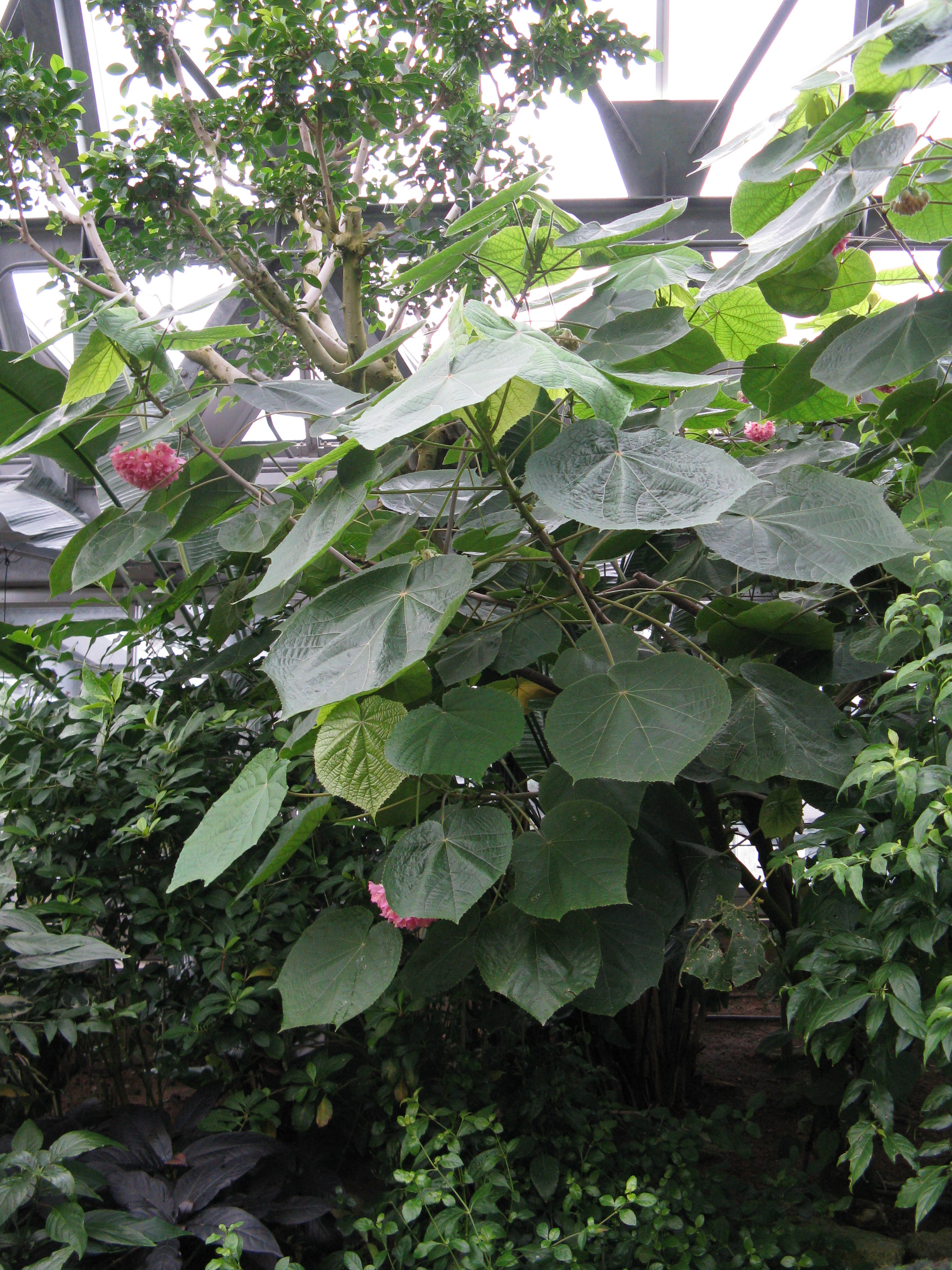
Bokrosan növő Dombeya wallichii

A Dombeya wallichii a mályvavirágúak (Malvales) rendjében a Dombeyoideae alosztály névadó nemzetségének legismertebb faja. Angol neve (tropical Hydrangea, azaz trópusi hortenzia) rendszertanilag téves, mivel a Dombeya nemzetség nem a hortenzia-, hanem a mályvafélék közé tartozik.

## Származása, elterjedése
Madagaszkáron endemikus; a trópusi és szubtrópusi övben szabadon, mérsékelt éghajlaton lakásokban, illetve üvegházban dísznövénynek ültetik; növénykereskedésekben szinte mindenütt kapható.
Madeira szigetén Funchalban, a Jardim Botanico botanikus kertben, továbbá a Quinta das Cruzes és a Quinta Palmeira kertjében nő.

## Megjelenése, felépítése
Gyorsan növő, kis–közepes termetű fa, illetve nagy bokor. Természetes élőhelyén 5–8 m magasra nő; a termesztett példányokat az áprilistól szeptember közepéig tartó virágmentes időszakban gyakran visszavágják, hogy alacsonyabbak maradjanak.
Szív, illetve tányér alakú levelei a csillagszerűen szétfutó fő levélerek végén csúcsosan kihegyesednek. A színük halványan pöttyözött, a fonákuk szőrös.
Félgömb alakú, lecsüngő, pálhás virágai a hortenziákéra emlékeztetnek (erről kapta angol nevét a fa). A sziromlevelek rózsaszínűek, a porzók sárgák.

## Életmódja
Tűző napon és félárnyékban is jól nő. A legtöbb trópusi növényhez hasonlóan már az enyhe fagyot sem tűri. Ha a hőmérséklet nem süllyed +20 °C alá, télen sem hullatja el leveleit. A lombosodás időszakában sok vizet és sok tápanyagot igényel.

## Felhasználása
Elterjedt dísznövény. Novembertől februárig nyílik.